# Vergilius Turonensis
Der «Vergilius Turonensis» ist eine 219 Blätter (= 438 S.) umfassende Handschrift mit dem Gesamtwerk des Vergil, die im zweiten Viertel des 9. Jahrhunderts in der Schreibschule von St. Martin in Tours kopiert wurde. Die Handschrift wurde dem Martinskloster von einem sonst nicht weiter bekannten Berno gestiftet und befand sich noch bis ins 15. Jahrhundert an ihrem Entstehungsort in Tours, wie aus einem Besitzvermerk auf fol. 212v hervorgeht. Sie gelangte durch eine Schenkung von Jakob Graviseth 1632 in die Burgerbibliothek in Bern und wird dort unter der Signatur Bern, Burgerbibliothek 165 aufbewahrt. Der Vergilius Turonensis ist eine der bedeutendsten Vergil-Handschriften des Frühmittelalters.

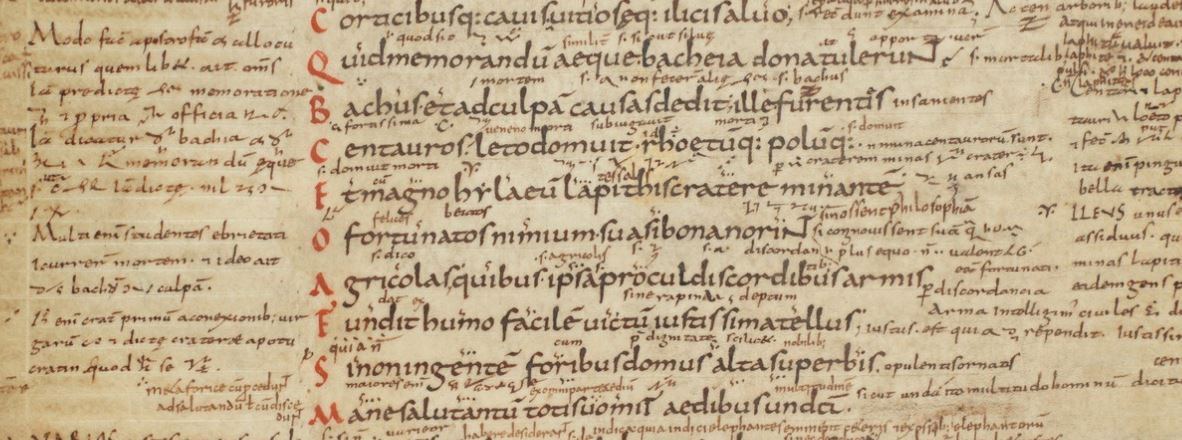
Ausschnitt aus dem Vergilius Turonensis, fol. 32v (Georgica, II, 453–461); die Glossen wurden in einer Mischung aus Alphabetschrift und Stenographie eingetragen

## Glossierung
Beim Abschreiben der Werke von Vergil (Bucolica, Georgica, Aeneis) wurde von den mittelalterlichen Schreibern ausreichend Platz für lateinische Zeilen- (interlinear) und Randkommentare (marginal) gelassen. Diese Glossierung ist von etwa einem Dutzend Händen in der Mitte des 9. Jahrhunderts eingetragen worden. Der Inhalt des Codex ist weitgehend unerschlossen, weil die Glossen in einer Mischung aus Alphabetschrift und Stenographie eingetragen sind.
Die verwendeten stenographischen Zeichen, sogenannte tironische Noten, sind ein antikes Kurzschriftsystem, das auf den Schreibsklaven von Cicero, Marcus Tullius Tiro zurückgehen soll. Im ‚karolingischen‘ 9. Jahrhundert wurden die tironischen Noten in den Schulen vor allem auf Grundlage eines spätantiken Lehrbuchs (Commentarii Notarum Tironianarum = CNT) vermittelt.
Karolingische Gelehrte wie Johannes Scottus Eriugena sind in den Glossen zitiert. Heiric von Auxerre scheint eigenhändig (autograph) an der Glossierung mitgearbeitet zu haben. Editionen zu den Glossen gibt es so gut wie keine; die zehn Seiten, die Hermann Hagen 1867 mitteilte, sind noch immer die umfangreichste Textveröffentlichung aus dem Manuskript. Bernhard Bischoff hat 1972 auf „zeitnahe Bezugnahmen, auf die Nortmanni, die in den Dakern, den Daci, vermutet werden, auf das Tänzeln (tornationes) der Basken und einen Lehrer oder Schüler namens Berno“ verwiesen; seine Quelle war nicht der Codex, sondern die von Hagen publizierten Glossen.

## Forschung
Der Vergilius Turonensis wird in einer Zusammenarbeit der Universitäten Erlangen, Heidelberg und Mainz in einem von der Volkswagenstiftung mit Entscheidung vom 5. Oktober 2023 geförderten interdisziplinären Projekt (Projektlinie: Aufbruch) erforscht.

## Ausgaben
- Hermann Hagen (Hrsg.): Scholia Bernensia ad Vergili Bucolica atque Georgica. Leipzig 1867, hier S. 987–996.(Nachdruck Hildesheim 1967).